# Livet (EP)
 For alternative betydninger, se Livet (flertydig). (Se også artikler, som begynder med Livet)
Livet er Karl Williams fjerde udgivelse. Det udkom den 10. juni 2016 og handler om livets op- og nedture.

## Spor
| #  | Titel         | Længde |
| -- | ------------- | ------ |
| 1. | "Livet"       | 4:46   |
| 2. | "Alt Er Fint" | 3:39   |
| 3. | "Blind Igen"  | 3:39   |
| 4. | "Vi Er Vi"    | 6:07   |